# (2113) Эрдни
(2113) Эрдни (лат. Ehrdni) — астероид из группы главного пояса, который был открыт 11 сентября 1972 года советским астрономом Николаем Черных в Крымской астрофизической обсерватории и 1 апреля 1980 года назван в честь героя Советского Союза Эрдни Деликова, командира расчёта ПТР 110-й калмыцкой кавалерийской дивизии, который погиб 21 июля 1942 года при обороне переправы через реку Дон.

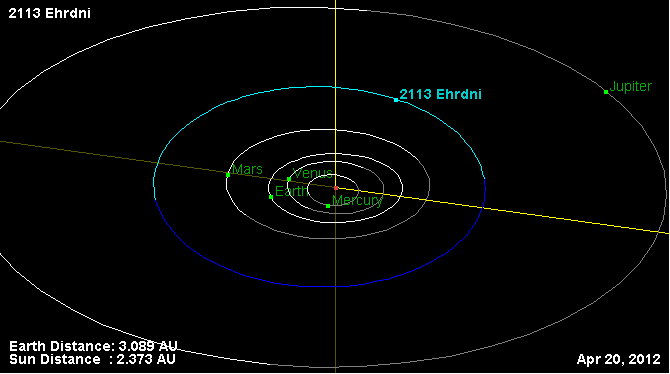
Орбита астероида Эрдни и его положение в Солнечной системе